# Тсуга
Тсу́га (лат. Tsúga, яп. 栂 цуга) — род хвойных вечнозелёных деревьев семейства Сосновые (Pinaceae).

## Описание
Вечнозелёные деревья средних либо крупных размеров, высотой 20—65 м. Крона коническая либо несимметрично яйцевидная (у некоторых азиатских видов), основные побеги обычно опадают, свисают. Кора серая или коричневая, чешуйчатая, часто с глубокими трещинами. Ветви горизонтальные, часто сплющены и изогнуты вниз. Укороченные побеги умеренно развитые; молодые веточки и периферийные части стебля извилистые и свисающие, грубеют от крючковатых выступов после того, как лист опадает.
Листья появляются по-одному, живут несколько лет, двухрядные или расходятся по радиусу во всех направлениях, плоские или линейно-ланцетные, резко суженные в виде черешка, сидят на выступах в виде крючка, под углом в сторону верхушки; влагалище листа отсутствует; кончик острый, закруглённый либо выемчатый; устьичные линии проходят внизу двумя полосками, на верхней стороне листа устьичные линии отсутствуют, за исключением подрода Hesperopeuce.
Почки в основном закруглены на концах, не смолистые. Семядолей 4—6. Мужские шишки менее 8 мм длиной, одиночные, круглые, коричневые, на молодых веточках появляются через год. Женские шишки свисающие, яйцевидные или продолговатые, бесчерешковые или на очень короткой ножке, также на молодых веточках появляются через год, вызревают через 5—7 месяцев, разбрасывают семена и сразу после этого опадают либо остаются на ветке ещё несколько лет. Шишечные чешуи устойчивые, тонкие, кожистые, гладкие на ощупь (пушистые у подрода Hesperopeuce), не имеют апофиза и выступа. Семена 3—5 мм длиной, 2—3 мм толщиной, со множеством маленьких смолистых пузырьков, имеют крылья. Крыло тонкое, 5—10 мм, охватывает семя кругом.

## Распространение
Распространена в умеренных широтах Азии (Гималаи, Китай, Япония) и Северной Америки. Страной происхождения названия рода является Япония. На территории России и сопредельных стран интродуцировано (ввезено) несколько видов, в том числе Тсуга канадская (Tsuga canadensis) и Тсуга разнолистная (Tsuga diversifolia).

## Виды
По информации базы данных The Plant List (на июль 2016) род включает 10 видов: 4 в Северной Америке и 6 в Азии.
- Tsuga canadensis (L.) Carrière — Тсуга канадская
- Tsuga caroliniana Engelm. — Тсуга каролинская
- Tsuga chinensis (Franch.) E.Pritz. — Тсуга китайская
- Tsuga diversifolia (Maxim.) Mast. — Тсуга разнолистная
- Tsuga dumosa (D.Don) Eichler — Тсуга гималайская
- Tsuga forrestii Downie — Тсуга Форреста
- Tsuga heterophylla (Raf.) Sarg. — Тсуга западная
- Tsuga × jeffreyi (A.Henry) A.Henry
- Tsuga mertensiana (Bong.) Carrière — Тсуга горная
- Tsuga sieboldii Carrière — Тсуга южнояпонская